# Tadeusz Rejniak
Tadeusz Rejniak (ur. 19 września 1920 w Dąbrowie Górniczej, zm. 27 grudnia 2010 w Warszawie) – polski pilot szybowcowy i samolotowy, działacz sportowy, prezes Aeroklubu Polskiego, wielokrotny kierownik reprezentacji Polski na szybowcowe mistrzostwa świata.

## Życiorys
Szkołę podstawową ukończył w Rybniku, maturę zdał w 1939 r. w gimnazjum im. Adama Mickiewicza w Katowicach. Po zakończeniu II wojny światowej znalazł w 1946 r. zatrudnienie w Redakcji Czasopism Lotniczych, w tym samym roku odbył kurs szybowcowy w Goleszowie i uzyskał kategorie A i B pilota szybowcowego. Rok później na szybowisku Żar podwyższył posiadane uprawnienia do kategorii C oraz ukończył kurs pilotażu silnikowego. W 1948 r. został zatrudniony jako kierownik centralnego kolportażu wydawnictwa „Prasa Wojskowa”, gdzie pracował do 1950 r. Związał się z Aeroklubem Warszawskim, gdzie od 1948 r. był kierownikiem sekcji szybowcowej.
W 1949 r. wziął udział w Krajowych Zawodach Szybowcowych i zajął siódme miejsce. Również w tym samym roku odniósł zwycięstwo w Zlocie Gwiaździstym do Warszawy oraz zajął drugie miejsce w X Krajowych Zawodach Samolotowych. Dzięki posiadanym kwalifikacjom lotniczym w 1950 r. brał udział w opylaniu lasów w Beskidzie Żywieckim i zwalczaniu stonki ziemniaczanej na Pomorzu Szczecińskim. W tym samym roku został zatrudniony w Zarządzie Głównym Ligi Przyjaciół Żołnierza na stanowisku kierownika działu szybowcowego. Na fali stalinowskich czystek został odsunięty od latania, ale pozwolono mu na działalność organizatorską.
Od 1950 r. zaangażował się w działalność we władzach lotnictwa sportowego – został kierownikiem obozu wyczynowego dla szybowników latających na fali w rejonie Jeleniej Góry. Od 1951 r. pełnił regularnie funkcję przewodniczącego komisji sędziowskiej na Krajowych Zawodach Szybowcowych (w latach 1951–1953, 1955–1957 i 1961) oraz międzynarodowych zawodów szybowcowych w 1954 r. w Lesznie. Na VII Szybowcowych Mistrzostwach Świata rozegranych w 1958 r. w Lesznie był jednocześnie kierownikiem sportowym zawodów oraz zasiadał w komisji sędziowskiej. Od 1959 r. zajmował w APRL stanowisko szefa działu sportu, od 1963 r. szefa działu organizacyjnego. Jesienią 1972 r. objął kierownictwo nad Wydziałem Szybowcowym Aeroklubu PRL. Pełnił funkcję dyrektora XI Szybowcowych Mistrzostw Świata rozegranych w 1968 r. w Lesznie.
Rozszerzał posiadane uprawnienia sędziowskie i brał udział, jako sędzia, w zawodach spadochronowych, samolotowych i szybowcowych juniorów. W 1956 r. wszedł w skład Komisji Restytucyjnej, która przywróciła Aeroklubowi Polskiemu (wkrótce przemianowanemu na Aeroklub Polskiej Rzeczpospolitej Ludowej) władzę nad lotnictwem sportowym. W 1957 r. został zatrudniony w Biurze Zarządu Głównego Aeroklubu PRL na stanowisku sekretarza generalnego, które piastował do 1959 r. Był głównym redaktorem statutu Aeroklubu PRL. Brał czynny udział w pracach FAI, uczestnicząc w konferencjach generalnych (w latach 1958–1962) oraz był stałym przedstawicielem Aeroklubu PRL w Komisji Sportowej FAI. W 1960 r. objął stanowisko kierownika polskiej reprezentacji na szybowcowych mistrzostwach świata w Kolonii. Odniesione sukcesy sprawiły, że był również kierownikiem polskiej ekipy na szybowcowych mistrzostwach świata w 1963 r. w Junín. Polską ekipą kierował jeszcze podczas mistrzostw w 1965 r. w South Cerney, w 1970 r. w Marfie, w 1972 r. w Vršacu, w 1974 r. w Waikerie oraz w 1976 r. w Räyskälä. Oficjalnie stanowisko szefa polskiej reprezentacji szybowcowej pełnił do 1980 r.; Janusz Krasicki przypisuje mu funkcję szefa polskiej ekipy podczas mistrzostw świata w 1981 r. w Paderborn oraz w 1983 r. w Hobbs.
Był też współautorem scenariuszy do dwóch filmów w reżyserii Huberta Drapelli (Teraz i w każdą godzinę, Zniszczyć pirata).
Zmarł 27 grudnia 2010 r. w Warszawie, został pochowany na Cmentarzu Komunalnym Północnym.

## Publikacje
Jest autorem publikacji:
- Szybownicy (1952) Wydawnictwo MON
- Zostań pilotem szybowcowym (1952) Wydawnictwo Ligii Lotniczej
- Skrzydlata młodość (1955) Wydawnictwo MON na zlecenie Ligii Przyjaciół Żołnierza
- Historia lotnictwa (1966) Wydawnictwa Komunikacji i Łączności
- Medale na chmurach (1974) Wydawnictwo MON

## Ordery i odznaczenia
Otrzymał odznaczenia:
- Złoty Krzyż Zasługi (1963)
- Srebrny Krzyż Zasługi (1957)
- Brązowy Krzyż Zasługi (1947)
- Medal 10-lecia Polski Ludowej
- Złota Odznaka Honorowa Skrzydlatej Polski (1960)
- Dyplom Paula Tissandier’a (1968)[19]
- Medal Tańskiego (1976)[20]
- Złoty Medal Aeroklubu Polski (1994)[21]